# Tonoplasto
Il tonoplasto è una sottile membrana, presente generalmente nelle cellule vegetali, posta attorno al vacuolo centrale.

Essa è costituita da numerose proteine (che consentono l'ingresso e l'uscita di sostanze utili) e da glicolipidi.
All'interno del tonoplasto troviamo il succo vacuolare, soluzione composta per la maggior parte da acqua e caratterizzata da un pH leggermente acido 4*5.
Il tonoplasto svolge un ruolo attivo nel trasporto di sostanze e nella loro ritenzione all'interno del vacuolo.